# Campionato italiano di calcio da tavolo 2002
Il ventottesimo campionato italiano di calcio da tavolo venne organizzato dalla F.I.S.C.T. a Bologna nel 2002. La gara fu suddivisa nella categoria "Open", nella categoria "Under19", nella categoria "Under15", nella categoria "Femminile" e nella categoria "Veterans" (Over36).

## Medagliere
| Pos. | Regione |   |   |   | Totale |
| ---- | ------- | - | - | - | ------ |
| 1    |         | 0 | 0 | 0 | 0      |
| 1    |         | 0 | 0 | 0 | 0      |
| 1    |         | 0 | 0 | 0 | 0      |
| 1    |         | 0 | 0 | 0 | 0      |
| 1    |         | 0 | 0 | 0 | 0      |
| 1    |         | 0 | 0 | 0 | 0      |

## Risultati

### Categoria Open

#### Girone A
- Massimiliano Nastasi - Daniele Pochesci 2-0
- Alex Iorio - Vittorio Nicchi 6-0
- Massimiliano Nastasi - Vittorio Nicchi 5-0
- Alex Iorio - Daniele Pochesci 0-1
- Massimiliano Nastasi- Alex Iorio 3-2
- Daniele Pochesci - Vittorio Nicchi 1-1

#### Girone B
- Giancarlo Giulianini - Luigi Pochesci 2-0
- Stefano De Francesco - Antonello Pizzolato 6-0
- Giancarlo Giulianini - Antonello Pizzolato 7-0
- Stefano De Francesco - Luigi Pochesci 2-0
- Giancarlo Giulianini - Stefano De Francesco 2-2
- Luigi Pochesci - Antonello Pizzolato 6-1

#### Girone C
- Saverio Bari - Simone Bertelli 0-0
- Mario Corradi - Simone Bertelli 1-1
- Saverio Bari - Mario Corradi 3-0

#### Girone D
- Marco Lauretti - Piogiorgio Di Leo 7-2
- Andrea Catalani - Pasquale Guerra 7-0
- Marco Lauretti - Pasquale Guerra 4-1
- Andrea Catalani - Piogiorgio Di Leo 2-1
- Marco Lauretti - Andrea Catalani 1-1
- Piogiorgio Di Leo - Pasquale Guerra 2-0

#### Girone E
- Massimo Bolognino - Morgan Croce 2-0
- Paolo Finardi - Filippo Morabito 1-0
- Massimo Bolognino - Filippo Morabito 2-0
- Paolo Finardi - Morgan Croce 3-0
- Massimo Bolognino - Paolo Finardi 2-1
- Morgan Croce - Filippo Morabito 1-4

#### Girone F
- Luca Capellacci - Francesco Venturello 4-2
- Christian Filippella - Mauro Manganello 2-1
- Luca Capellacci - Mauro Manganello 2-1
- Christian Filippella - Francesco Venturello 0-0
- Luca Capellacci - Christian Filippella 0-1
- Francesco Venturello - Mauro Manganello 5-3

#### Girone G
- Francesco Mattiangeli - Ivano Russo 2-1
- Francesco Quattrini - Antonello Dalia 2-0
- Francesco Mattiangeli - Antonello Dalia 3-0
- Francesco Quattrini - Ivano Russo 2-0
- Francesco Mattiangeli - Francesco Quattrini 0-1
- Ivano Russo - Antonello Dalia 0-1

#### Girone H
- Alessandro Mastropasqua - Roberto Iacovich 1-0
- Enrico Tecchiati - Gianfranco Iazzetta 0-1
- Alessandro Mastropasqua - Gianfranco Iazzetta 0-0
- Enrico Tecchiati - Roberto Iacovich 0-0
- Alessandro Mastropasqua - Enrico Tecchiati 1-2
- Roberto Iacovich - Gianfranco Iazzetta 4-0

#### Ottavi di finale
- Massimiliano Nastasi - Enrico Tecchiati 3-0
- Francesco Quattrini - Stefano De Francesco 1-1* d.c.p.
- Massimo Bolognino - Simone Bertelli 0-4
- Marco Lauretti - Luca Capellacci 0-1
- Saverio Bari - Paolo Finardi 2-1
- Christian Filippella - Andrea Catalani 1-2
- Roberto Iacovich - Daniele Pochesci 2-2* d.c.p.
- Giancarlo Giulianini - Francesco Mattiangeli 2-1

#### Quarti di finale
- Massimiliano Nastasi - Stefano De Francesco 2-3 d.t.s.
- Simone Bertelli - Luca Capellacci 0-1
- Saverio Bari - Andrea Catalani 1-0
- Daniele Pochesci - Giancarlo Giulianini 1-2

#### Semifinali
- Stefano De Francesco - Luca Capellacci 1-1* d.c.p.
- Saverio Bari - Giancarlo Giulianini 2-1

#### Finale
- Luca Capellacci - Saverio Bari 1-0

### Categoria Under19
1. Mazzeo Bruno
2. Bertelli Daniele
3. Peghin Davide

### Categoria Under15

#### Semifinali
- DiSora - Santomauro 2-0
- Buono - Mazzeo G. 3-2

#### Finale
- Buono - DiSora 3-1

### Categoria Veterans

#### Quarti di Finale
- Ranieri Fr. - Ranieri N. 2-0
- Melia - Gara 2-5 (t.p.)
- Marinucci - Arca 5-1
- Conti - Nardini 1-2 (t.p.)

##### Semifinali
- Gara - Marinucci 4-3 (s.d.)
- Ranieri Fr. - Nardini 3-1

#### Finale
- Gara - Ranieri Fr. 3-2 (s.d.)